# Adrian Ilie
Adrian Ilie (ur. 22 kwietnia 1974 w Krajowie) – rumuński piłkarz występujący na pozycji napastnika, obecnie jest biznesmenem. Brat Sabina.

## Życiorys
Grał w FC Electroputere, Steauie Bukareszt, Galatasaray SK, Valencii CF, Deportivo Alavés, Beşiktaşu JK i FC Zürich, gdzie w 2005 roku skończył karierę.
W reprezentacji Rumunii Ilie rozegrał 55 meczów i strzelił 13 goli. Występował na dwóch mistrzostwach Europy (w 1996 i 2000 roku). Zagrał też na mundialu we Francji w 1998 roku.
Jedyną i zwycięską bramką w meczu z Kolumbią obudził nadzieje Rumunów na sukces w MŚ 1998 rozgrywanych we Francji. Adrian Ilie bardzo pragnął, aby jego reprezentacja ponownie awansowała do najlepszej ,,ósemki” turnieju, tak jak w poprzednim Mundialu, na którym Rumunia została wyeliminowana dopiero w ćwierćfinale po serii rzutów karnych. Jednak napastnik drużyny Valencia CF w meczu 1/8 finału przeciwko Chorwacji (0:1) zmarnował zbyt wiele okazji do zdobycia gola. Jego największym sukcesem był awans do finału Ligi Mistrzów w 2000r., w którym jego Valencia uległa Realowi Madryt 0:3.